# Zambales

Provinsens läge i Filippinerna

Zambales är en provins i Filippinerna, belägen på ön Luzon. Zambales ligger nordväst om huvudstaden Manila i regionen Centrala Luzon. Provinshuvudstaden är Iba. Norr om Zambales ligger provinsen Pangasinan, i öst Tarlac och Pampanga, i syd Bataan. I väst ligger Sydkinesiska havet. Totalt har provinsen 696 600 invånare (2006) på en yta av 3 714,4 km². De tre största språken i provinsen är tagalog, ilocano och sambal.

## Politisk indelning
Zambales är indelat i 1 stad samt 13 kommuner.

### Stad
- Olongapo City

### Kommuner
| - Botolan - Cabangan - Candelaria - Castillejos - Iba - Masinloc - Palauig | - San Antonio - San Felipe - San Marcelino - San Narciso - Santa Cruz - Subic |